# 寿駅 (北海道)

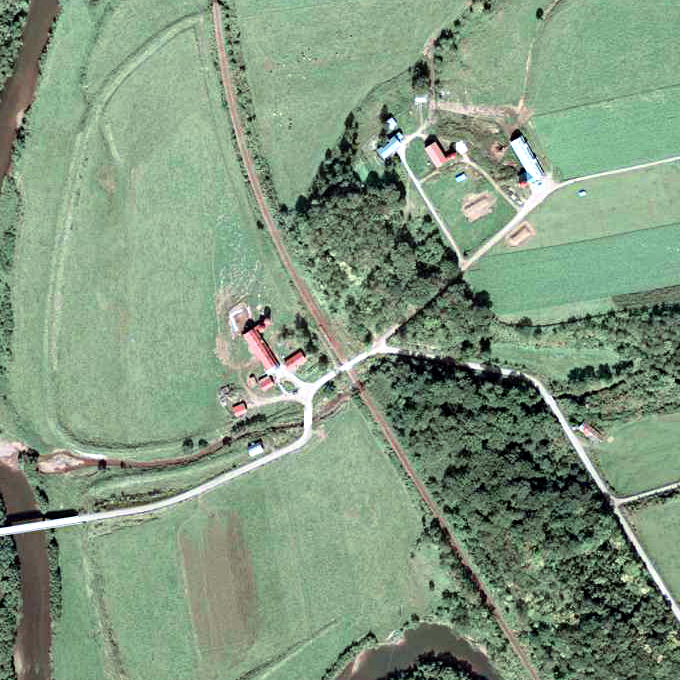
1977年の寿仮乗降場と周囲約500m範囲。上が浜頓別方面。中頓別側に踏切があり、ホームはそのすぐ北側の線路左にある。周囲に待合室は見当たらない。この地はここに見える2軒以外は周囲に家がなく、踏切右手の2km程奥の山間と左手の頓別川を渡って中頓別方向1.5km程先にそれぞれ家屋が認められるだけで、実質この2軒のために存在したような駅である。

寿駅（ことぶきえき）は、北海道（宗谷支庁）枝幸郡中頓別町字寿にかつて存在した、北海道旅客鉄道（JR北海道）天北線の駅（廃駅）である。天北線の廃線に伴い、1989年（平成元年）5月1日に廃駅となった。

## 歴史
- 1955年（昭和30年）12月2日 - 日本国有鉄道（国鉄）北見線の寿仮乗降場（局設定）として開業[1][2]。
- 1987年（昭和62年）4月1日 - 国鉄分割民営化により、北海道旅客鉄道（JR北海道）の駅となると共に旅客駅に昇格、寿駅となる[1]。
- 1989年（平成元年）5月1日 - 天北線の全線廃止に伴い、廃駅となる[1]。

## 駅構造
廃止時点で、1面1線の単式ホームを有する地上駅であった。ホームは、線路の西側（南稚内方面に向かって左手側）に存在した。
仮乗降場に出自を持つ無人駅となっていた。

## 駅名の由来
当駅が所在していた地名より。
縁起のいい駅名であったことから、廃止直前の正月である1989年（昭和64年）1月1日から、管理駅の中頓別駅にてＤ型硬券入場券を販売した。
国鉄末期から続く縁起切符ブームに便乗した形だが、開設以来最初で最後の入場券となった。
当時の時刻表には記念切符情報として、また鉄道趣味誌などでもニュースやコラムで紹介されている。

## 駅周辺
広大な原野が広がっている。
- 国道275号（頓別国道）
- 頓別川[3]
- 己内川[3]
- 宗谷バス天北宗谷岬線「寿」停留所

## 駅跡
2011年（平成23年）時点では当駅の施設は何も残っておらず、附近にバス停があるのみであった。広大な原野が広がっている。
また2011年（平成23年）時点では、駅跡から中頓別方に行った所に2連の鉄骨ガーダー橋が残存していた。

## 隣の駅
北海道旅客鉄道
天北線
中頓別駅 - 寿駅 - 新弥生駅